# Jean de Villiers (gran maestro)
Jean de Villiers (Francia, ... – 1293) fu Gran Maestro dell'ordine degli Ospitalieri di San Giovanni di Gerusalemme dal 1285 al 1293.
Fu Gran Maestro dell'Ordine in un periodo molto agitato per la politica del Medio Oriente. Anche a causa dei contrasti interni ormai secolari tra Ospitalieri e Templari, le forze cristiane in Palestina stavano diminuendo progressivamente, a vantaggio di quelle musulmane che andavano impadronendosi di tutta la valle del Giordano.
Il fatto costrinse infine i cavalieri ad abbandonare i loro possedimenti storici a Gerusalemme.
Dopo la caduta del Regno di Gerusalemme i cavalieri si trovarono confinati nella contea di Tripoli e quando anche Acri venne catturata, nel 1291, l'Ordine cercò rifugio presso il Regno di Cipro dove Jean de Villiers si trasferì con tutti i cavalieri rimasti.
Un suo diretto discendente fu lo scrittore parnassiano Auguste Villiers de l'Isle-Adam (1838-1889).